# Slutavverkning

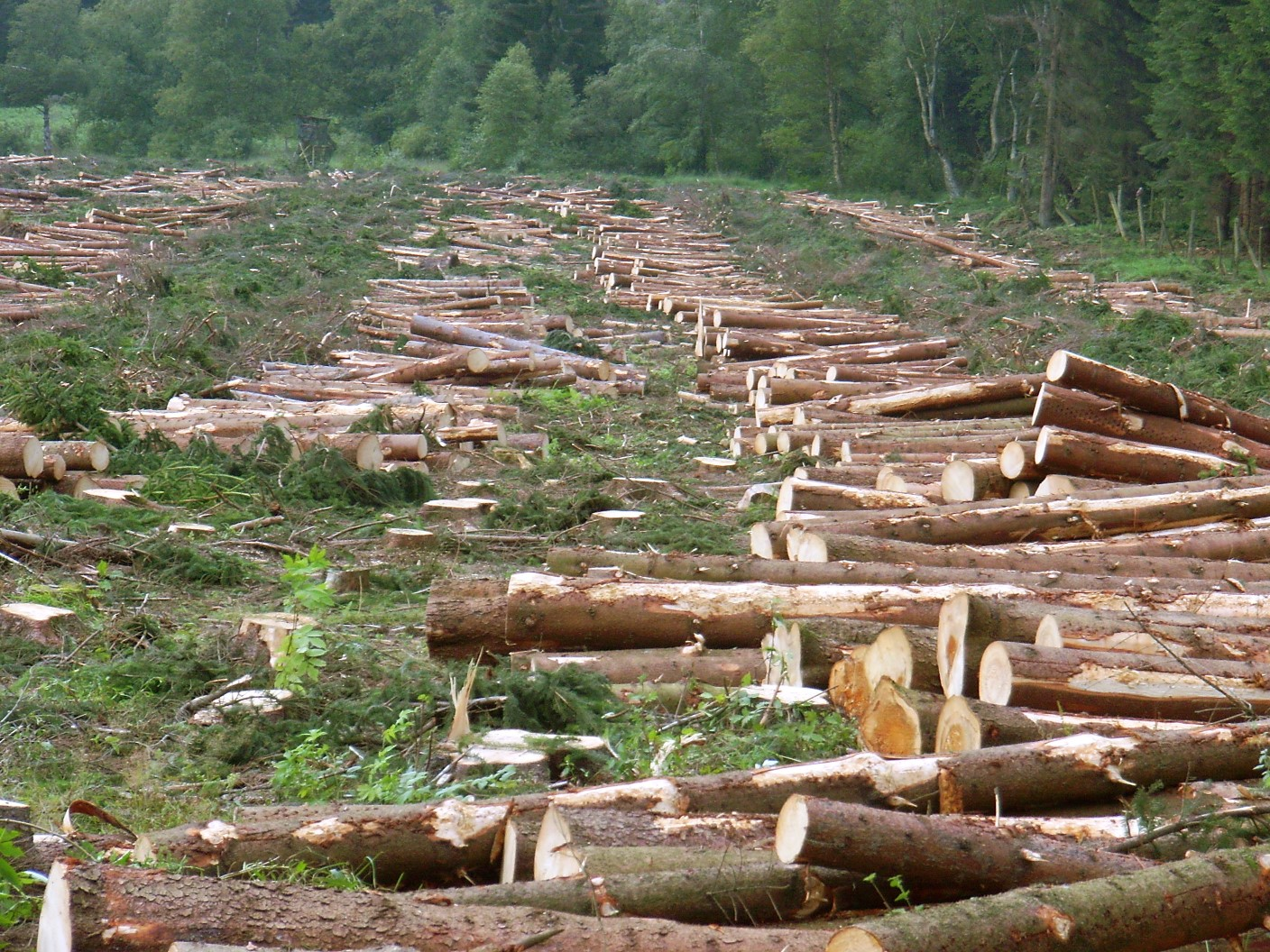
Kalhygge i Tyskland.

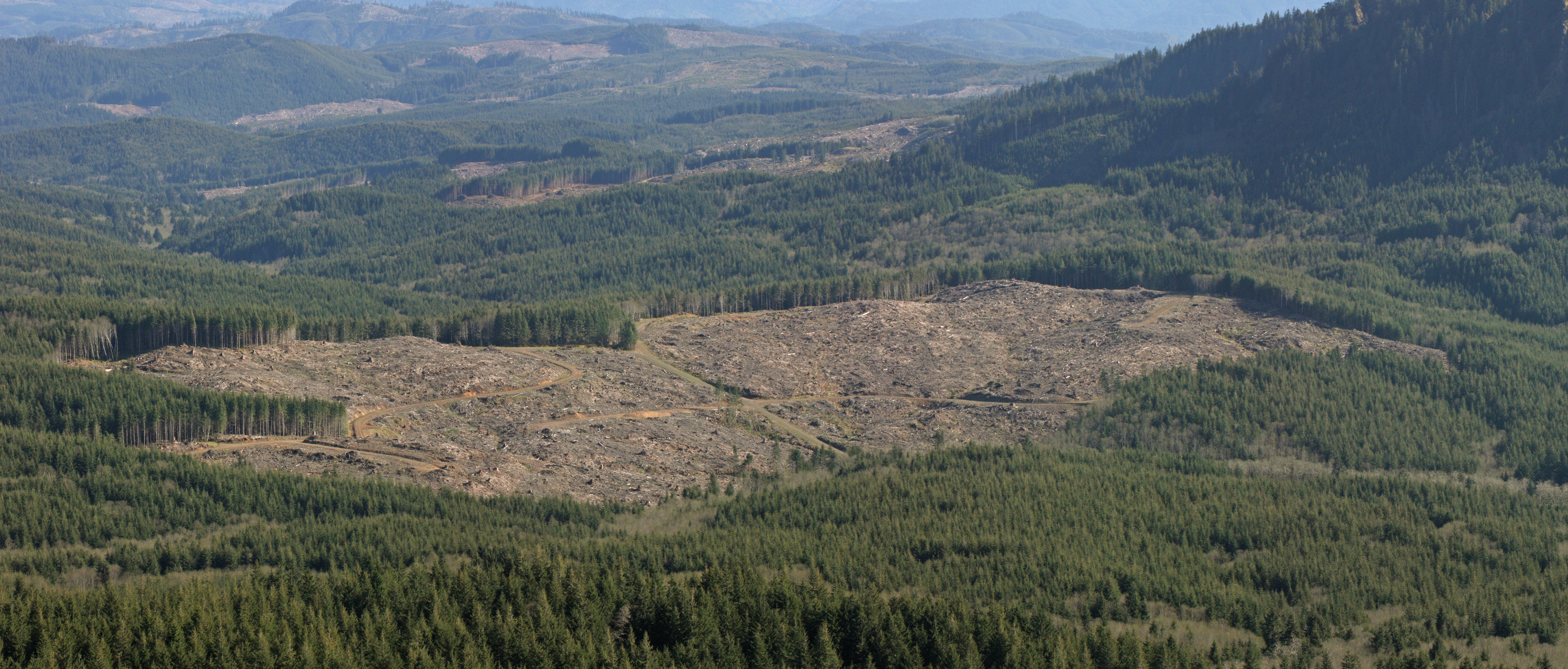
Kalhygge i Oregon.

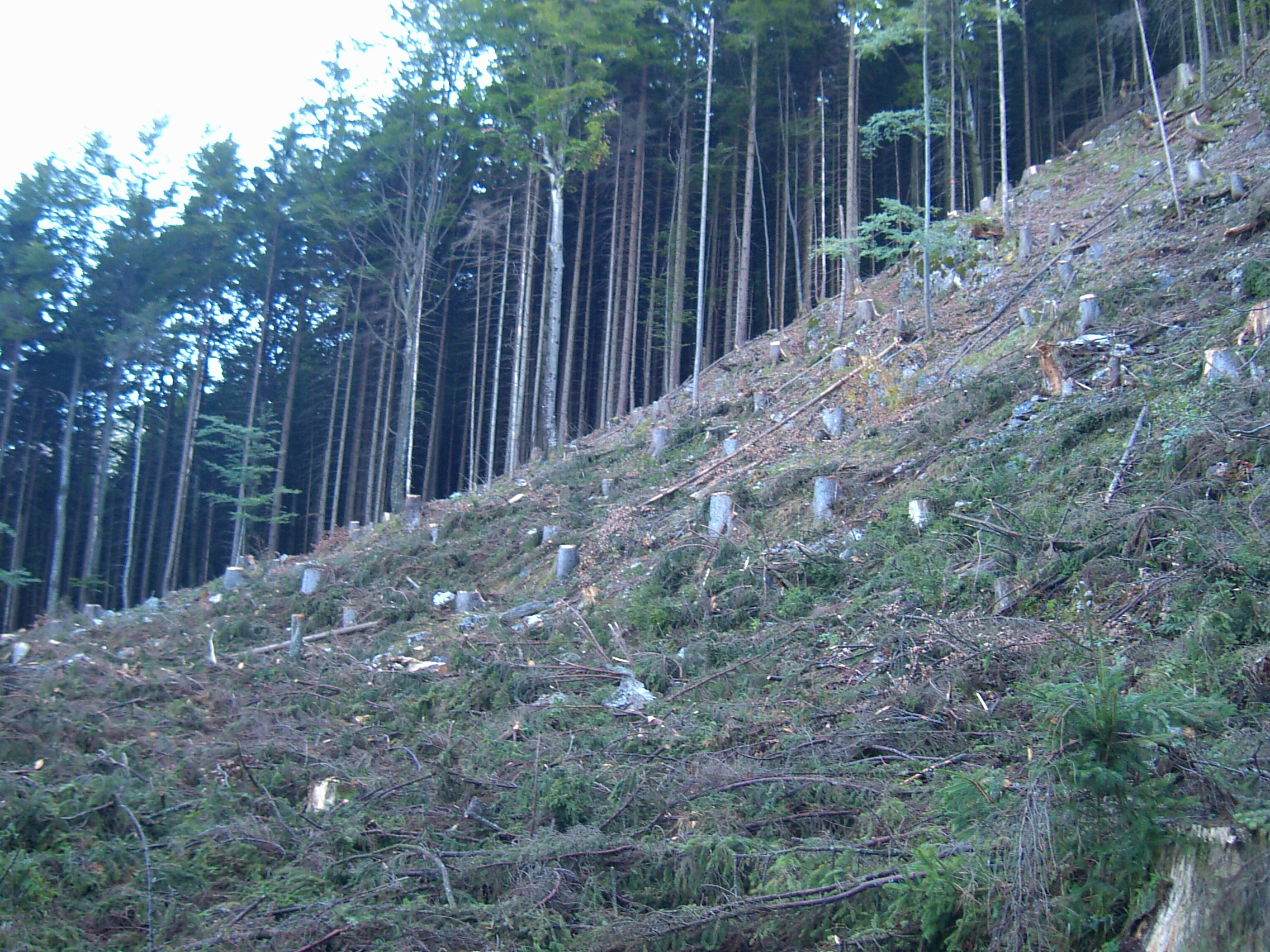
Kalhygge i de bayerska alperna.

Slutavverkning är en åtgärd inom trakthyggesbruk som innebär att ett avgränsat skogsbestånd helt avverkas. Slutavverkning kan även avse samma sak som kalhygge (hygge) eller föryngringsyta, det vill säga själva resultatet av åtgärden. Slutavverkning är en av flera former av föryngringsavverkning.

## Föryngringsåtgärd
Slutavverkning är en föryngringsåtgärd som kan utföras när skogen har blivit så tät att en stor del av träden inte har plats att växa. De träd som har så lite barr att de inte kan ge svamparna i marken tillräckligt med socker, kan inte heller skydda sig mot insekter med kåda. Volymtillväxten är så låg att marken bättre skulle kunna utnyttjas av ett nyanlagt bestånd. Slutavverkning är aktuell endast när de föregående gallringarna tagit bort alla mindre vitala träd.
Av miljöhänsyn vidtas idag ibland åtgärder som:
- Kapning av så kallade högstubbar. Dessa två-tre meter höga trädrester ser lite märkliga ut men är en värdefull lokal för insekter.
- Ställning av så kallade evighetsträd som överståndare i det nya beståndet.
- Gamla torra träd lämnas för fågel- och insektslivets skull.
- Kantzoner kring vattendrag.

## Sverige och Finland
Slutavverkningar är i större delen av Finlands och Sveriges skogar sedan länge helt mekaniserade. Fällningsarbetet och virkestillredningen utförs av skördare medan skotare svarar för utdrivningen av virket från avverkningsplatsen. För privata skogsägare står i huvudsak två olika former av avtal till buds när skogen ska avverkas: avverkningsuppdrag respektive rotpostförsäljning. Efter en slutavverkning är skogsägaren lagvägen förpliktad att återbeskoga området. För att underlätta denna föryngring genomförs i regel någon form av markberedning. De allra flesta skogsbruksåtgärder utförs idag på underentreprenad med hjälp av lokala småföretagare som kontrakteras av de större skogsägarföreningarna och skogsbolagen.

## Kritik

### Ekologi och friluftsliv
En slutavverkning ändrar radikalt områdets karaktär, vilket påverkar till exempel vandrare och bär- och svampplockare, och det kan ta lång tid innan området åter är användbart för detta. Ett område som slutavverkas producerar stora mängder med en rik flora som är viktig för många arter av insekter, fåglar och däggdjur. Hyggena i skogen har tagit över en del av de biotoper, ängs- och beteslandskapet, som försvunnit inom jordbruket. Det tydligaste exemplet på djur som gynnas av hyggen är rådjur och älg. Slutavverkas område som trakthyggesbruk i större områden under längre tid medför det att det ingenstans kommer att finnas äldre skogspartier, om sådana inte enkom sparas, vilket betyder att många hotade arter inte längre kan leva i området. Således utgör slutavverkningspolitiken i Sverige ett stort hot mot den biologiska mångfalden, där fler än 1 500 skogsarter anses vara hotade. Positivt är att ingen art som är knuten till skogslandskapet har utrotats i Sverige sedan 1970-talet. Arealen med skog som är äldre än 160 år har blivit tre gånger större i södra Sverige under perioden sedan början av 1900-talet. Arealen gammal skog ökar sedan mitten av 1990-talet även i norra Sverige. Ett ensidigt skogsbruk utan hyggen skulle i stora delar av Sverige skapa ett ensartat skogslandskap som i huvudsak domineras av gran[källa behövs]. Detta beror på att granen klarar att växa upp i skuggan av andra träd och att den inte betas ner av rådjur och älg.

### Återväxt
Det har varit känt sedan 1920-talet att äldre skog innehåller många små plantor och små träd. Riksskogstaxeringen har funnit ett medeltal på 37 tusen per hektar i äldre skog. Vid plockhuggning kan denna resurs utnyttjas, men efter kalavverkning dör de flesta på grund av insektsangrepp. De svampar som träden är beroende av (jfr mykorrhiza) är i stor utsträckning beroende av kontinuitet i fråga om träd. Emellertid har skogseldar alltid förekommit, och svamparna har återkommit efter bränderna. Forskarna är inte eniga om huruvida problemet gäller i större delen av skogen.

### Klimateffekter
Skogen och skogsbruket har en viktig funktion som kolsänka, men uttryckligen då skogen växer och då den tillåts bli gammal och senare används som förnyelsebara biobaserade råvaror i vårt samhälle. Efter ett kalhygge minskar mängden kol i skogen inte bara med de trädstammar som tas till vara, utan också kol bundet i marken frigörs. Forskarna är oeniga om balansen på längre sikt: en del forskare betonar hur stor mängd biomassa som kan tas ut per år utan att kolbalansen är negativ, andra hur stor mängd kol som finns bunden i skogen i ett givet ögonblick. Det är inte heller klarlagt hur mycket kol skogen binder vid alternativa avverkningsmetoder. Viktigt är dock att skogsmarkerna i sin helhet är väl beskogade med trädslag som tar upp mycket koldioxid och att träråvaran kan användas i stället för råvaror som är ändliga som kol och olja som också ökar koldioxidutsläppen.
Hyggen, som de i Sverige, släpper ut stora mängder koldioxid de första 10-15 åren. Under den tiden är platsen alltså inte någon kolsänka över huvud taget, utan tvärtom en kolkälla. Om man ökar uttaget från skogen genom att avverka mer än det växer totalt sett i Sverige, om denna biomassa går till förbränning, då får man en lika stor emission till atmosfären som om man hade använt fossila bränslen. Därtill kommer det kol som frigörs då trädens rotsystem förmultnar. Däremot om kolet binds i produkter som timmer, och biobränsle som är förnyelsebart till skillnad mot fossila bränslen, fungerar träet som kolsänka. Kolet binds på nytt då ny skog växer upp, men kolinnehållet i ung skog – också i slutavverkningsmogen skog – är mycket mindre än i gammelskog. Blir skogen riktigt gammal, mellan 100 och flera hundra år i Sverige, inträder en balanspunkt då tillväxten och avgången av döda träd är lika stor. Gammelskogen är då ingen kolsänka längre. Skillnaden för balanspunkten är beroende av trädslag och var man är. Ny forskning har visat att redan 60-årig granskog kan ha blivit en kolkälla.
Enligt en del forskare är så kallat kontinuitetsskogsbruk bättre än trakthyggesbruk. Många menar också att metoden också är bättre med tanke på den biologiska mångfalden och för rekreation. Ett sådant skogsbruk kännetecknas av att man avverkar särskilt utvalda träd  och ägnar stort intresse åt att de kvarlämnade har bra potentiell sågtimmer-kvalitet och att de är lokalt väldigt skilda i storlek. Då bevaras skogen som kolsänka samtidigt som risken för näringsläckage minskar. Detta gäller för varje lite grupp av träd som konkurrerar om samma tillväxtresurser. Om man har tillgång till genetiskt förädlade plantor kan dessa sättas i stora luckor. Förädlingseffekten är så pass liten att det inte är lönsamt att avverka ett träd större än en meter för att ersätta det med en förädlad planta.
Det behövs forskning om skogen ur samhällsperspektiv. Kontinuitetsskogsbruk förutsätter också särskilda naturhänsyn, så som att lämna så kallade evighetsträd. De arter som är hänvisade till större öppna ytor, som hyggen, missgynnas av kontinuitetsskogsbruk.
Andra forskare hänvisar till att mängden virke i skogen i vuxit betydligt sedan man övergick från kontinuitetsskogsbruk till trakthyggesbruk. Det väsentliga är inte en tillfällig minskning av kolet i skogen utan kolbalansen på längre sikt. Också om äldre skog innehåller mer kol än ung skog kompenseras detta av att snabbt växande medelålders skog binder kol i snabb takt. Vid trakthygges- och kontinuitetsskogsbruk med samma uttag kommer ungefär lika mängd kol att frigöras. Trakthyggesbruk resulterar ofrånkomligen i att hygget avger både koldioxid och andra växthusgaser under något decennium.  Kontinuitetsskogsbruk kan vara lämpligt av andra orsaker, till exempel för att det är fördelaktigt för många arter, för landskapets skull eller med tanke på rekreation och turism.
Huruvida samma mängd kol frigörs vid samma uttag och huruvida trakthyggesbruk är effektivare än kontinuitetsskogsbruk är omstritt. Mats Hagner uppskattar att produktionen i kontinuitetsbruk troligen blir något större,  Den stående virkesmassan hålls då väsentligt mindre än i avverkningsmogen trakthyggesskog. Mängden kol som frigörs beror inte bara på hur avverkat virke används, utan i hög grad på vad som händer med humus och rotsystem. Forskningen kring detta ger ännu inga definitiva svar.